# فترة حرجة
الفترة الحرجة تعرف في علم النفس التنموي وعلم الأحياء التنموي بأنها مرحلة بناء في عمر الإنسان حيث يكون الجهاز العصبي حساسا بشكل خاص لبعض المحفزات البيئية، إذا كان الإنسان لسبب ما لا يتلقى التحفيز المناسب خلال هذه «الفترة الحرجة» لتعلم مهارة أوسمة معينة فإنه قد يكون أقل نجاح أوقد يكون من الصعب المستحيل أن تتطور بعض المهام في وقت لاحق في الحياة، والمهام التي لا غنى عنها للإنسان مثلا الإبصار فهي غالبا ما تكتمل خلال الفترات الحرجة، "الفترة الحرجة “هي أيضا فترة إمكانية اكتساب اللغة الأولى ووجد الباحثون أن الأشخاص الذين لم يكتسبوا أي لغة في “الفترة الحرجة" لن يكتسبوا لغتهم الأولى بطلاقة.
يفرق بعض الباحثين بين الفترات «الحرجة» و «الحساسة» بأن الثانية فترات ممتدة وأطول وهي الفترة التي لا يزال التعلم فيها ممكنا ويعتبر باحثون آخرون أنه لا يوجد فرق بين الفترتين.
على سبيل المثال كان يعتقد أن الفترة الحرجة لإكمال الإبصار عند الطفل البشري ما بين ثلاثة إلى ثمانية أشهر مع حساسية امتداد الضرر إلى مالا يقل عن ثلاث سنوات من العمر، وقد تم تحديد فترات حرجة أخرى لاكتمال السمع والنظام الدهليزي، وهناك فترات حرجة خلال النمو في مرحلة ما بعد الولادة المبكرة حيث يظهر التشكيل الجسماني مثل ما يحدث للأوز حيث تأخذ شكل الوالدين خلال 36 من الساعات الأولى بعد الفقس كما يجب أن يستمع طائر الشقاق الصغير إلى تغريد الكبار قبل مرحلة البلوغ، وإلا فلن يتقن الغناء بألحان مختلفة.
للتأكد من وجود فترة حرجة لقدرة معينة لابد من أدلة على وجود نقطة نهائية بعده حيث أن السلوك المرتبط لن يرتبط بالسن ستبقى القدرة عند نفس المستوى، شملت بعض البحوث التجريبية على الفترات الحرجة حرمان الحيوانات من المحفزات في مراحل مختلفة من النمو، في حين أن دراسات أخرى ركزت على الأطفال المحرومين من بعض التجارب بسبب المرض مثل العمى المؤقت، أو العزلة الاجتماعية (مثل الأطفال العنيفين), ركزت العديد من الدراسات التي تبحث الفترة الحرجة لاكتساب اللغة عند الأطفال الصم من والدين لا يعانون من الصمم.

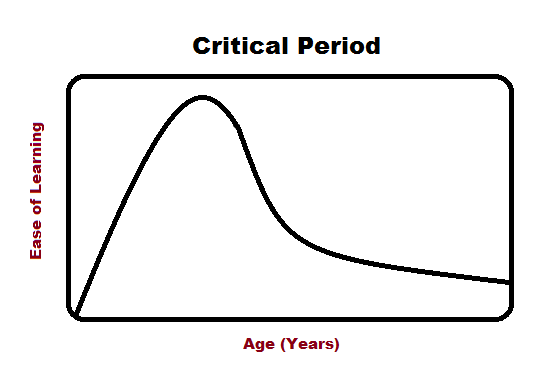
Critical period graph

## اللغويات

### اكتساب اللغة الأولى
فرضية الفترة الحرجة توضح أن السنوات القليلة الأولى من الحياة تشكل الوقت الذي تبنى فيه اللغة بسهولة وبعدها (في وقت ما بين سن الخامسة ومرحلة البلوغ يكون اكتساب اللغة أكثر صعوبة وأقل نجاحا، ان فرضية اكتساب اللغة خلال الفترة الحرجة تبناها في المرة الأولة أطباء الأعصاب وهم وايلدر بينفيلد ولامار وبرتس في عام 1959 ونشرها العالم اللغوي لينيبرغ في عام 1967 وناقش لينبرغ الفرضية مستندا على أدلة بأن الأطفال الذين يعانون من إصابات في الدماغ في وقت مبكر من الحياة تمكنوا من إتقان المهارات اللغوية أفضل بكثير من البالغين الذين يعانون من إصابات مماثلة.
وكانت الدكتورة ماريا مونتيسوري إحدى التربويات السابقات اللاتي لفتن الانتباه إلى هذه الظاهرة وأطلقت عليها “الفترات الحساسة" والتي تعد واحدة من دعائم فلسفتها في التعليم..
والحالتان الأكثر شهرة للأطفال الذين فشلوا في اكتساب اللغة بعد الفترة الحرجة هما جيني والطفل العنيف فيكتور أفيرون، فالظروف المأساوية لهذه الحالات وعدم قبولها أخلاقيا أومهنيا جعل من الصعب التوصل إلى استنتاجات بشأنها، الأطفال المعاقين إدراكيا من مرحلة الطفولة أو الغير قادرين على تطوير اللغة قد يكون بسب الإهمال والإساءة العميقة التي تعرضوا لها.
قام العديد من الباحثين اللاحقين بمزيد من التطوير في فرضية الفترة الحرجة وعلى الأخص الباحثة إليسا نيوبورت وراشيل مايبيري وأظهرت الدراسات التي أجراها هؤلاء الباحثون أن الأشخاص الصم الذين لا يتعرضون للغة الإشارة كأطفال لا يحققون الكفاءة الكاملة في التواصل حتى بعد 30 عاما من الاستخدام اليومي، في حين أن التأثير كان أكثر عمقا عند الأشخاص الذين لم يستخدموا لغة الإشارة إلى بعد عمر 12 وحتى أولئك الصم الذين بدأوا تعلم لغة الإشارة في عمر 5 سنوات كان مستواهم أقل من الصم (الذين بدأوا التعرض للغة الإشارة منذ الولادة) وأيضا يؤثر التعرض للغة المبكرة على قدرة تعلم لغة ثانية في وقت لاحق من الحياة كذوي الصمم الشديد الذين استخدموا لغة الإشارة مبكرا وحققوا مستويات متماثلة الكفاءة في اللغة الثانية لغير الصم مع التعرض للغة الأولة وعلى النقيض من ذلك فإن الصم الذين لم يتعرضوا للغة الإشارة في سن مبكر كان أدائهم أسوأ بكثير. 
ناقش ستيفن بينكر فرضية الفترة الحرجة في كتابه «غريزة اللغة» بأنه يجب أن يٌنظر إلى اللغة كمفهوم بدلا من لغة محددة للأصوات والقواعد والمعنى والمفردات، وأن الأعراف الاجتماعية تلعب دورا هاما في اكتساب اللغة. وتعد أيضا التغيرات الفسيولوجية في الدماغ من الأسباب المحتملة لنهاية الفترة الحرجة للحصول على اللغة كما أن اكتساب اللغة أمر بالغ الأهمية خلال هذه المرحلة كما في مرحلة الرضاعة والأمومة فهي أمر ضروري في النمو الاجتماعي عند الرضيع حيث يتعلم الرضيع الثقة ويشعر بأمان مع الوالدين ولكن هناك حالات قد يكون فيها الرضيع في دار الأيتام حيث لا يحصل على نفس الارتباط مع مقدم الرعاية، وتبين البحوث أن الرضع الذين لم يحظون بهذا الترابط كان لديهم صعوبة كبيرة في الحفاظ على العلاقات الوثيقة وسلوكيات سيئة في التكيف مع الوالدين المتبنين. 
الأدلة الأخرى وفقا لعلم النفس العصبي حيث أنه من المعروف أن البالغين بعد الفترة الحرجة هم أكثر عرضة للمعاناة من ضعف دائم في اللغة عند إصابة الدماغ مقارنة بالأطفال ويعتقد أن ذلك يعود إلى مرونة صغار السن في استرجاع التنظيم العصبي.

### اكتساب اللغة الثانية
وغالبا ما يتم توسيع النظرية إلى فترة حرجة في اكتساب اللغة الثانية والتي أثرت على الباحثين في هذا المجال فمنهم من يدعم ومنهم من لا يدعم فرضية الفترة الحرجة، أن طبيعة هذه الظاهرة واحدة من أكثر القضايا إثارة للجدل في علم اللغة النفسي والعلوم المعرفية بشكل عام لعقود.
ومن المؤكد أن المتعلمين الكبار للغة ثانية نادرا ما يصلون إلى طلاقة اللغة التي يصل إليها التلاميذ الأصغر سنا على الرغم من تقدم كبار السن في المراحل الأولية لتعلم اللغة الثانية وهذا يدل على صحة فرضية الفترة الحرجة عند الصغار وتؤكد مقولة “الأصغر هو الأفضل" التي قالها بينفيلد، ويقول ديفيد سينغليتون (1995) إن هناك العديد من الاستثناءات في تعلم لغة ثانية مشيرا إلى أن خمسة في المئة من الكبار الذين يتحدثون لغتين تعلموا وأتقنوا اللغة الثانية بعد سن الرشد، بعد فترة طويلة من انتهاء الفترة الحرجة ووفقا لفرضية الفترة الحرجة فأن اللغة الأولى يجب أن تكتسب قبل يكتمل نمو الدماغ أي في سن البلوغ تقريبا، نستنتج من ذلك أن اكتساب اللغة الثانية يكون أسرع وأكثر نجاحا ويتشابه في جودة اكتساب اللغة الأولى إذا كان قبل سن البلوغ ولكي نستوعب أكثر حول اكتساب اللغة الثانية علينا وضع بعض العوامل الأخرى في الحسبان كالحالة الاجتماعية والمعرفية واللغوية لكل فرد حيث أن لها دور كبير غير عامل السن في اكتساب اللغة. 
حاول على مر السنين العديد من الخبراء للعثور على أدلة تدعم أو تنفي فرضية الفترات الحرجة لاكتساب اللغة الثانية ووجد العديد منهم دليل يثبت أن الأطفال الصغار يكتسبون اللغة بسهولة مقارنة بالبالغين ولكن توجد حالات لكبار في السن استطاعوا تعلم اللغة الثانية بطلاقة فلذلك من الصعب على الباحثين أن يفصلوا بين الأسباب. 
وجدت دراسة جاوكلينس وجونسون واليسا ونيوبورت في عام 1989 قبولا فيما يدعونه بأن اللغات الثانية يتم اكتسابها بسهولة قبل سن البلوغ أو تحديدا قبل سن السابعة، واختبروا الأشخاص الذين يتعلمون اللغة الإنجليزية كلغة ثانية الذين وصلوا إلى الولايات المتحدة في مختلف الأعمار ما بين ثلاث إلى تسعة وثلاثين فوجدوا أن هناك انخفاضا في مستوى القواعد النحوية بعد سن السابعة ونسب جونسون ونيوبورت ذلك إلى انخفاض في قدرة تعلم اللغة مع التقدم في السن، ويرى معارضو الفترة الحرجة أن الفرق في القدرة اللغوية التي عثر عليها جونسون ونيوبورت يمكن أن يعود إلى أنواع مختلفة من البيئات التي يتعرض لها الأطفال مقارنة بالبالغين فالأطفال لا يواجهون أو يتعاملون مع بيئات لغوية مختلفة مثل ما يحدث مع الكبار عادة.
وهناك أدلة ضد المفهوم السائد للفترة الحرجة وجدت أيضا في عمل بايلر وآخرون في العام (2003) الذين وجدوا أن الأطفال الكوريون الذين تم نبنيهم من فرنسا تمكنوا من الإجادة التامة للغة الفرنسية حتى بعد الفترة الحرجة لعلم الأصوات وتمثل تجربتهم حالة خاصة حيث كان عليهم عدم استخدام لغتهم الأولى من أجل اكتساب اللغة الجديدة بشكل ممتاز.
هناك أيضا بعض الجدل حول كيف لأحدهم أن يحكم على مواصفات الكلام الذي يبدو من أصل اللغة من شخص تعلم هذه اللغة كلغة ثانية وأصبحت شبيهة تماما للغة الأصلية ووجد وايت أنه من الممكن لغير الناطقين بلغة الأم أن يصبحوا متقنين في بعض الجوانب ولكن هذه الجوانب تتأثر بلغتهم الأولى.

## الإبصار
تنمو الخلايا الخلايا العصبية في الدماغ عند الثدييات بعد الولادة بناء على إشارات من العينين وأظهرت التجربة المميزة لدايفيد اتش هوبل وتورستن وايسيل في العام (1963) أن القطط التي تم تغطية إحدى عينيها منذ الولادة إلى عمر ثلاثة أشهر (الحرمان أحادي العين) اكتمل البصر لديها في العين المفتوحة فقط وأظهروا أن الأعمدة في القشرة البصرية الأولية تمكنت من تلقي مدخلات من العين الأخرى في المناطق التي من شأنها عادة أن تتلقى المدخلات من العين المحرومة وبشكل عام في التحليلات الكهرو فسيولوجية على المحاور العصبية والخلايا العصبية في نواة الجينيكولات الجانبية اتضح أن خصائص المستقبلات البصرية كانت مماثلة للقطط الكبار ومع ذلك فإن طبقات القشرة المحرومة كانت أقل نشاطا مع استبعاد الاستجابات الأقل وكانت أعمدة العين لدى القطط صغيرة بشكل غير طبيعي (جزء من الدماغ المرتبط بالبصر) متصلة بالعين المغلقة وأعمدة واسعة بشكل غير طبيعي متصلة بالعين المفتوحة ولأن الفترة الزمنية الحرجة قد انقضت سيكون من المستحيل على القطط التغيير أو أن ينمو بصرها في العين المغلقة ولم يحدث هذا للقطط الكبار حتى عندما تم خياطة عين واحدة مغلقة لمدة عام لأنها قد مرت بفترة النمو (الفترة الحرجة) ووجدت التجارب اللاحقة في القرود نتائج مماثلة.
أكتشف هوبل وويزل (1963) في تجربة لاحقة الاستجابات القشرية الموجودة في القطط بعد الحرمان المجهري وجدوا أنه من الصعب العثور على أي خلايا نشطة في القشرة الاستجابات التي حصلوا عليها كانت إما بطيئة الحركة أو سريعة الإرهاق وعلاوة على ذلك فإن الخلايا التي استجابت تم اختيارها كدلائل متميزة وكان النمو المجهري لهذه القطط طبيعيا وشرح هوبل وويزل أولا الآلية والمعروفة باسم الانتقائية الموجهة في القشرة البصرية عند الثدييات. ان التوجيه المتناغم الشكل الذي نشأ مع نموذجهم هو مفهوم في المجالات التي تستقبل الخلايا العصبية حيث تثارخلية بسيطة القشرية ويتم ترتيبها في الصفوف وكان هذا النموذج مهما لأنه كان قادرا على وصف فترة حرجة للنمو السليم لأعمدة العين الطبيعية في النواة الركبية الجانبية وبالتالي يمكن شرح آثار الحرمان الأحادي خلال هذه الفترة الحرجة. تعد الفترة الحرجة للقطط حوالي ثلاثة أشهر وبالنسبة للقردة حوالي ستة أشهر. 
فحص أنتونيني وستريكر (1993) في تجربة مماثلة التغيرات التشريحية التي يمكن ملاحظتها بعد الحرمان الأحادي وقارنوا شجرة المحاور الجينية في الحيوانات المحرومة أحاديا على المدى الطويل (4- أسابيع) إلى المدى القصير (6-7 أيام) خلال الفترة الحرجة التي وضعتها هوبل ويزل (1993) فوجد الباحثون أنه يسبب الحرمان أحادي العين على المدى الطويل تفرعا في نهاية الخلايا العصبية وكمية العروق الداعمة المخصصة للعين المحرومة تتزايد حتى في المدى القصير وقد وجد أنتونيني وستريكر (1993) أن الخلايا العصبية القلبية الجينية قد تأثرت كذلك وهذا يدعم المفهوم الذي ذكر سلفاً لفترة حاسمة من التطور العصبي المناسب للرؤية في القشرة.
يولد في البشر بعض الأطفال أعمى في عين واحدة أو في كلتا العينين بسبب مثلاً عتمة عدسة العين وحتى إن استعادوا النظر في وقت لاحق عن طريق العلاج فإن بصرهم لا يكون كشخص لديه رؤية طبيعية منذ الولادة أو كشخص أجريت له عملية جراحية لاستعادة الرؤية بعد فترة وجيزة من الولادة، لذلك من المهم علاج الأطفال الذين يولدون بحالة عمى بشكل سريع إذا كانت حالتهم قابلة للعلاج.
ارتبط التعبير عن البروتين لينكس1 بالنهاية الطبيعية للفترة الحرجة للدونة التشابك في النظام البصري.

## التطبع

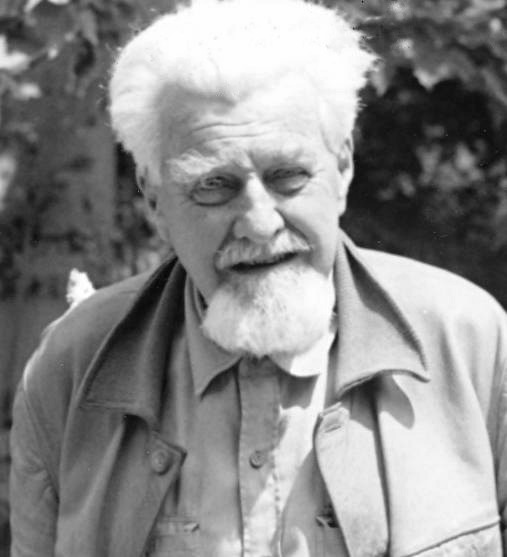
Konrad Lorenz

يعرف التطبع في علم النفس على انه نوع من أنواع التعلم السريع في أي مرحلة من مراحل الحياة. وبالرغم من أن التعليم السريع غير معتمد على النتائج السلوكية إلا انه يساهم في تكوينها وله تأثير على الاستجابات السلوكية للتحفيزات المختلفة. وعرف كونرال لوينز لدراساته بالكلاسيكية للتطبع على الإوز، حيث انه قدم نفسه من عام 1935 إلى 1938 لمجموعة من الإوز حديثة الفقس ودون ملاحظاته كيف انه تم تقبله على الفور وإتباعه ومناداته باعتباره الأم. وعند أول مصادفة لجسم متحرك، سجل لورينز ملاحظاته كيف ان هذه الإوز قامت بتكوين رابطه معه على الفور. كما لاحظ لورينز ان هذه العلاقات تتطور خلال فترة قصيرة تعرف بالفترة الحرجة بعد ساعات قليلة بعد الفقس. كما ان هناك اكتشاف بعيد المدى لدراسات لويرنز وهو عبارة عن تحول في التطبع الجنسي للأنواع نتيجة للتطبع بالأم الحاضنة من الأنواع الأخرى. حيث أن هناك فصائل معينه عندما تنشأ في فصائل أخرى فإنها تبقى متطبعة وتتقرب من هذه الفصائل عوضا عن فصائلها الأصلية. 
من أهمية التطبع انه يعتبر عامل مهم للتمييز بين الأم الحقيقية والأمهات الأخريات حيث أن العلاقة بين الأم وطفلها تكون قوية جدا مما يعتبر من أهم اللحظات عند الإنسان. كما انه يقدم نموذج أو دليل للسلوك الناضج بالإضافة لعوامل أخرى مثل الرعاية والحماية والتوجيه والتغذية. كما لاحظ لورينز خلال عملية التطبع نوع من التآلف والتعارف بين الحيوانات الصغيرة. حيث أن تكوين علاقات قوية في مرحلة مبكرة من العمر يخلق شعور من الراحة والأمان مما يكون له اثرفي سلوك التطبع. 
تلعب الفيرومونات دورا رئيسيا في عملية التطبع حيث أنها تفرز استجابات كيمائية حيوية تؤدي إلى تأكيد التعرف على الطرف الآخر. إذا لم يكن هناك اتصال مباشر بين الأم ورضيعها خلال فترة التطبع الحرجة فأنه من الممكن للإوزة الأم أن ترفض طفلها لأن رائحته غير مألوفة بالنسبة لها. وفي حالة حدوث هذا الشيء فإن حياة صغير الإوز تكون معرضة للخطر إلا في حالة تقبل الأم البديلة له. وفي حالة عدم تقبلها له هي الأخرى فإن هذا سوف يسبب صدمة لديه مما قد يؤدي إلى ضعف في السلوك الاجتماعي مستقبلا. وبالنسبة للبشر، إن الطفل الرضيع في الفترة الحرجة يميز بين رائحة أمه ورائحة الآخرين حيث أن حاسة الشم لديه من أهم الحواس التي تتطور في تلك المرحلة. ويستخدم الطفل هذا الفيرمون للبحث عن الأشخاص الذين تعرف عليهم أوقات الضيق والجوع والتعب كمهارة للبقاء على قيد الحياة. وقد تكون هذه النتائج بنيت على نتائج دراسات لورنز على الأطفال الرضع. فعند تطبع الأطفال بأمهاتهم فإنهم يحتاجون إليهم للطعام والذي يعتبر مصدر للحماية والطمأنينة. حيث يعتبر الأطفال الرضع من أكثر المخلوقات عجزا وأكثر ما يمكنهم فعله هو تكوين علاقات بالأشخاص المحيطين بهم لتزويدهم باحتياجاتهم الأساسية. ولذلك يعد التطبع عامل مهم جدا وأساسي في الفترة الحرجة لأنه يسهل قدرات حديثي الولادة على تكوين علاقات مع الآخرين منذ نعومة أظفارهم وحتى البلوغ.

## العمليات السمعية
هناك العديد من الدراسات التي تعزز العلاقة بين نوع الحافز السمعي الموجود في بيئة ما بعد الولادة المبكرة والتطور الطوبوغرافي والشكلي للنظام السمعي.
أول تقرير للفترة الحرجة كان نتيجة دراسة أجريت لأطفال وحيوانات صماء أجريت لهم بزراعة قوقعه لهم لاستعادة سمعهم. وبالمثل، أشارت الدراسات التي قام بها كل من شارما ودومان وسباهر للتخطيط الكهربائي للدماغ ودراسة كارل وزملائها لفحص الوسط الحيوي للدونة العصبية في قطط صماء أن التأقلم والتعود على زراعة القوقعة يعد مرحلة مبكرة ومتطورة وحساسة. وانتهاء الفترة الحساسة والحرجة يحفز العديد من العمليات التي يصعب تفكيكها سلوكيا. وفهم آلية هذه الفترة له أهمية لعلاج فقدان السمع. وأشار ميرزنتش وزملائه إلى أن التعرض للأصوات العالية في المراحل المبكرة للفترة الحرجة ممكن أن يكون له تأثير على تنظيم ترددات القشرة السمعية.
فحصت الدراسات الأخيرة إمكانية اتصال الفترة الحرجة للمهادي القشري في النظام السمعي. حيث انه في عام (2008) درس زو وميرزنتش تأثير الإزعاج على معدل تطور القوقعة الصوتية الأولية للجرذان. حيث تم تعريض الجرذان للضوضاء النبضية خلال الفترة الحرجة وتم قياس التأثير على المعالجة السمعية فكان للجرذان خلايا عصبية قشرية قليلة التجاوب مع التحفيزات المتكررة. وذلك لأن البيئة السمعية المبكرة تعيق التنظيم الهيكلي العادي خلال فترة التطور.
وفي دراسة مماثله عام (2011) أشار بركات وبولي وهنستش إلى تأثير التعرض لأصوات مختلفة متكررة على تطور خريطة الاهتزازات الصوتية والجسم الركبي الإنسي البطني. حيث قامت التجربة على تنشئة جرذان في بيئة عادية أو تحت تأثير نغمات بقوة 7 كيلو هرتز خلال الأيام الأولى من ولادتها. وأوضحت النتائج أن الجرذان التي تعرضت لبيئة سمعية غير طبيعية خلال الفترة الحرجة p11-p15 تكون لديها خريطة اهتزازات صوتية نموذجية في القشرة السمعية الأولية. وتأكد هذه الدراسات أن التعرض لأصوات معينة خلال الفترة الحساسة ممكن أن يؤثر على تطوير خريطة الاهتزازات الصوتية وخصائص استجابة الخلايا العصبية. ولذلك فإن الفترة الحساسة مهمة لتطوير الدماغ بما يختص بوظيفة الاتصال. وبشكل عام فإن البيئة السمعية الأولية لها تأثير على التطوير الهيكلي واستجابات القشرة السمعية الأولية.

### القدرات الموسيقية
يظهرأن التأثر بالموسيقى دائما يكون قبل فترة المراهقة ونادرا ما يكون هناك من تأثروا بالموسيقى بعد منتصف مرحلة الطفولة مما يشير إلى أن الاستماع للموسيقى أو الظواهر المماثلة لها (على سبيل المثال اللغات النغمية) في مرحلة مبكرة شرط مهم وضروري لتطويرها أو صقلها.وأشارت الدراسات التي أجريت على موسيقيين وغير موسيقيين حيث اختبرت قدرتهم على غناء أغاني شعبية ومعروفة لها تسجيلات واضحة (والتي تغنى بمفاتيح موحده) وكانت النتيجة أن معظم المشاركين غنوا بنصف نغمة بينما القليل منهم استطاع الغناء بالكامل مما يدل على وجود فرق كبير بين المجموعتين («منحنى الجرس» الذي يعكس درجة التقارب بين الألحان الموحدة سواء كانت كثيرة أو قليلة). وتشير هذه الدراسات إلى أن معظم الناس لديهم استعداد فطري للتعرف على النغمة المطلقة بالرغم من وجود عوامل أخرى تعزز أو تحد من مستوى هذه الفطرة. وبالإضافة إلى ذلك، أظهرت النتائج المرتبطة مع الملاحظات المتسلسلة السابقة الذكر أن تعرض المرحلة المبكرة في منتصف مرحلة الطفولة للبيئات التي يعتمد فهمها على النغمة هي «محفز» تنموي لأي قدرة ممكن أن يمتلكها الإنسان.

## النظام الدهليزي
في نظامنا الدهليزي، الخلايا العصبية لا تكون نشطه عند الولادة والنمو في الأسابيع 2-3 بعد الولادة في الفترة الحرجة. لذلك فإن إعاقة النمو في هذه الفترة يمكن أن يسبب تغيرات في الاتزان والحركة. وتمتلك الحيوانات ذات النظام الدهليزي غير الطبيعي مهارات حركية غير منتظمة. وواصلت الدراسات إظهار أن الحيوانات التي تمتلك عيوب في الجينات الدهليزية خلال المرحلة الحرجة قد غيرت نمط النظام الدهليزي الظاهر. وذلك نتيجة عدم وجود مدخلات كافية من القنوات نصف الدائرية وتشوهات الدوبامين. كما أن التعرض لتحفيزات دهليزية غير طبيعة في الفترة الحساسة مرتبط بتطورالحركة غير منتظمة. فالأطفال الذين يمتلكون مستقبلات دهليزية عالية النشاط يكون لديهم تأخير في تطور الحركة. وعززت نتائج الدراسات التي أجريت على مجموعة من الجرذان والنموس أهمية النظام الدهليزي لتطور الحركة في المراحل الأولية لما بعد الولادة. وفي حال ظهور المستقبلات الدهليزية خلال الفترة من ستة أشهرإلى سنه وهي الفترة التي يتعلم فيها الطفل الوقوف والجلوس فهذا يعني أن الطفل يحقق تطورا طبيعيا في السيطرة على الحركة والاتزان.
الانعكاس الدهليزي للعين (VOR) هو انعكاس حركة العين التي تثبت الصور على الشبكية خلال حركة الرأس مما ينتج عنه حركة العين في اتجاه معاكس لحركة الرأس وبالتالي الحفاظ على الصورة في وسط المجال البصري. وكشفت دراسات أجريت على الأسماك والبرمائيات ان لديهم حساسية (VOR). حيث تم إطلاقهم في الفضاء لمدة 9-10، البعض منهم كان نظامه الدهليزي تحت التطور والبعض الآخر يمتلك نظام دهليزي متطور. الأسماك التي نظامها الدهليزي تحت التطور كونت علاقات على ذيلها حيث أن الجاذبية المتبادلة أدت إلى تغير في الاتجاه. أما الأسماك ذات النظام الدهليزي المتطور فإنها غير حساسة للجاذبية الصغرى.

## الذاكرة
وأكدت الدراسات الحديثة أهمية الفترة الحساسة في تطور الخلايا العصبية التي تتوسط عملية تطور الذاكرة. وعززت الأدلة التجريبية أن الخلايا العصبية الصغيرة في التلفيف المسنن الناضج لديها فترة حرجة (من 1-3 أسابيع بعد ولادة الخلايا العصبية) حيث تكون أساسية في تشكيل الذاكرة. وبالرغم من أن نتائج هذه الاكتشافات غير واضحة إلا أن الدراسات أشارت إلى أن الخصائص الوظيفية للخلايا العصبية في هذه المرحلة تجعلهم الأنسب لهذا الغرض. حيث أنها 1- تبقى نشطة أثناء تشكيل لذاكرة،2- والأكثرإثارة،3- والأكثر سهولة لإزالة الاستقطاب الناتج عن تأثيرات غابيرجيك. كما أن هناك احتمالية دورفرط التنسج في جعل الخلايا العصبية مفيدة في تشكيل الذاكرة. وإذا كانت الخلايا العصبية الصغيرة أكثر مرونة من الخلايا العصبية الكبيرة فإنها ممكن أن تكون الأكثر تأثيرا في المجموعات الأصغر. ودور هذه لخلايا العصبية في التلفيف المسنن الناضج في معالجة الذاكرة يكون مدعوم بحقيقة أن التجارب السلوكية أشارت إلى أن التلفيف المسنن السليم يكون أساسي ومهم لتكوين الذاكرة، حيث انه يعمل كمحطة لنقل المعلومات بما يتعلق بتخزين الذاكرة. واحتمالية الفترة الحرجة ممكن أن تغير وجهة نظرنا حول معالجة الذاكرة لأنها تعني بالكامل **أن مجموعة الخلايا العصبية المتجددة باستمرار لإحلال الخلايا القديمة. إن احتمالية وجود الفترة الحرجة يدل على: 1- ان مجموعة الخلايا العصبية المتنوعة التي تمثل الأحداث المتتالية ممكن أن تربط هذه الأحداث بشكل مؤقت في تكوين أو معالجة الذاكرة،2- أوأن الخلايا العصبية المختلفة ممكن أن تميز بين الأحداث المتشابهة بغض النظر عن الفارق الزمني،3- أوأن الخلايا المتفرقة ممكن أن تتوسط تشكيل الذاكرة الجديدة عندما يتكرر نفس الموقف.

## روابط خارجية
- Bibliography of papers on critical periods in second language acquisition